# ザズウ
有限会社 ザズウは、東京都世田谷区所在のマネジメント・プロデュース業務を行う芸能プロダクション。

## 概要
鈴木勝秀主宰の演劇プロデュースユニット「ザズウシアター」で制作業務を行っていた松野恵美子が独立して設立したマネジメント事務所。所属していた「ザズウシアター」の名にちなみ「有限会社ザズウ」という屋号を付けた。設立当初はマネジメント業以外の業務も多く兼業していたが、所属俳優の松重豊から仕事がなく廃業を考えていると相談を受けたのを機に、業務形態を改善して本格的にマネジメント業に注力。以後、所属俳優・女優数が格段に増加した。
その後、マネジメント業務のみならず制作業務も本格化。松野は2006年11月から神奈川県逗子市に本社を置く制作会社「合同会社 DAYTORA ENTERTAINMENT（デイトラ エンターテイメント）」の業務執行役員も兼任して、プロデューサー・製作者としても業務展開している。
同社所属の俳優・女優は舞台・劇団出身者がほとんどであるため、劇場が多く存在し、新宿圏・渋谷圏にも交通至便な下北沢駅（小田急線・京王井の頭線）付近に本社を構えている。
商標は、1990年代までは「オフィス・ザズウ」を使用していたが、現在では「ZAZOUS」を使用することがほとんどである。紳士向けアパレルブランド「REATS TAILOR ZAZOUS（リーツ・テイラー・ザズー）」とは全く関係ない。

## おもな所属俳優・女優
（五十音順）
- 大西武志
- 恩田括
- 佐藤佐吉
- 塩谷恵子
- 寺十吾
- 嶋田久作
- 田中要次（BoBA）
- 千葉哲也
- 千葉雅子
- 猫田直
- 曾少宗（業務提携）
- 堀文明
- 眞島秀和
- 松重豊
- 松嶋亮太
- 水間ロン
- 三原康可
- 森下能幸
- 山中聡
- 山中崇
- 李相日

### 旧所属者
- 中村靖日（在籍中に死去）

## おもな企画・プロデュース・製作作品
2003年
- ウルトラマソ刑事
- 行列のできる刑事
- 窯岡刑事 / Coming Out Cop KAMAOKA

2004年
- 奪われた刑事 / Snatches

2005年
- スクラップ・ヘブン

2008年
- みんな、はじめはコドモだった「タガタメ」

2009年
- 鈍獣
- ドライ部